# Anatomia macroscòpica
Anatomia macroscòpica és l'estudi de l'anatomia al nivell macroscòpic. És a dir tal qual la veiem els individus sense necessitat de cap aparell. Per l'adjectiu macroscòpic es distingeix d'altres àrees de l'estudi de l'anatomia incloent la microscòpica (histologia) que s'estudia a escala microscòpica típicament amb un microscopi.
L'anatomia macroscòpica pretén entendre la relació entre els components d'un organisme per tal de valorar quina funció tenen les seves relacions en el pols vital dels éssers vius. Els estudis macroscòpics es poden realitzar en organismes morts mitjançant la dissecció o en organismes vius mitjançant tècniques de diagnòstic per la imatge. Els aspirants a obtenir una titulació sanitària cal que rebin formació en aquesta disciplina per poder desenvolupar el seu exercici professional.

## Tècniques d'estudi
L'anatomia macroscòpica usa a la vegada mètodes invasius i no invasius amb l'objectiu d'obtenir informació sobre l'estructura macroscòpica i l'organització dels òrgans i sistemes anatòmics. Entre els mètodes més comuns es troben el de la dissecció, a través de la qual s'obre quirúrgicament el cadàver d'un animal o d'un humà i s'estudien els seus òrgans. L'endoscòpia es realitza mitjançant un instrument equipat amb una càmera de vídeo i a través d'una petita incisió en el cos del subjecte d'estudi permet explorar els òrgans interns i altres estructures dels humans o animals vius.
L'anatomia del sistema circulatori en un animal viu es pot estudiar de manera no invasiva mitjançant l'angiografia, una tècnica on es visualitzen els vasos sanguinis després de ser d'haver estat injectats amb un tint opac. Altres mitjans d'estudi inclouen tècniques radiològiques d'imatge, com ara la radiografia i la ressonància magnètica.

## En l'ensenyament sanitari
La majoria dels centres d'ensenyament de ciències de la salut, com medicina, odontologia o veterinària, requereixen que els estudiants completin un curs pràctic de dissecció anatòmica. Aquests cursos tenen com a objectiu educar els estudiants en anatomia humana o animal, i intentar establir els punts clau anatòmics que posteriorment es puguin utilitzar per ajudar al diagnòstic clínic. Moltes facultats proporcionen als estudiants cadàvers per a la investigació mitjançant dissecció, amb el suport de manuals de dissecció, així com atles d'anatomia humana com el de Netter, o Rohen, i d'anatomia animal com el Popesko, o Dyce.
S'ha demostrat que treballar íntimament amb un cadàver durant un curs d'anatomia general capta l'essència de la relació pacient-clínic. No obstant això, la despesa pel manteniment de les instal·lacions de dissecció de cadàvers és limitada en el temps i els recursos disponibles per a l'ensenyament de l'anatomia macroscòpica en molts centres educatius. Sovint s'adopta un ensenyament alternatiu basat en la prosecció o models de simulació. Alhora, amb la creixent disminució del temps dedicat als cursos d'anatomia macroscòpica en els currículums de les facultats mèdiques, ha provocat controvèrsia sobre la suficiència de l'ensenyament anatòmic, amb gairebé la meitat dels metges recentment qualificats que creuen que han rebut una ensenyança d'anatomia insuficient.
Els centres d'ensenyament sanitari han implementat lliçons i tutorials anatòmics a la pantalla per ensenyar als estudiants procediments quirúrgics. L'ús d'ajudes visuals tecnològiques i la dissecció macroscòpica són més efectius conjuntament que qualsevol dels dos enfocaments per si sols. Recentment, també s'han utilitzat targetes d'aprenentatge (flashcards), proves en línia o vídeos.